# 我等之輩
我等之輩（英語：People Like Us、简称PLU、现称PLU3）是新加坡一個爭取同性平權的倡議團體。該組織成立於1993年，是由同性戀、雙性戀、跨性別者（LGBT）及異性戀盟友所組成的非正式社群。由於曾兩度被主管機關新加坡内政部社团注册局駁回註冊申請，該團體目前以「PLU3」為名進入第三個發展階段。隨著時間推移，「PLU」這一詞也逐漸在新加坡與馬來西亞的同志次文化中成為對「同性戀者」的俚語稱呼。
根據PLU的早期發起人之一Joseph Lo所述，PLU的願景是成為一個讓同志（包括男同志、女同志與雙性戀者）能夠「聚集在一起互助互勉」的空間。為此，該組織曾舉辦多場討論論壇與社交活動，以促進社群的凝聚與發展。

## 历史

### 初期發展
從1993年至1996年，PLU每月在「電力站」（英語：The Substation）舉辦一次週日論壇。每場論壇都會設定一個主題，並邀請一位主講人。參與者之後也會分組進行小組討論，以更個人化的方式交流與分享。討論主題廣泛多樣，包括出櫃、法律問題、單身者保險、住房權益、安全性行為，亦涵蓋較輕鬆的題目如「同性戀與美感」。每場論壇的出席人數約在40至80人之間。
1996年11月7日，PLU由十位成員（其中兩位為異性戀者）共同向新加坡社團註冊局提交註冊申請，尋求官方認可。然而，該申請於1997年4月8日遭到駁回，且未說明具體理由。隨後，PLU向內政部長及總理提出上訴，但亦於1997年5月遭拒絕。

### PLU2
1999年，PLU成員舉辦了一場名為「千禧計劃論壇」（英語：Millennium Project Forum）的活動，討論新加坡同志族群的現況與經歷。
2003年，PLU舉行重組會議，吸引超過100人參加，然而關於未來是否有可能獲得官方承認、以及該如何制定發展策略等問題，仍然未有定論。
最初由Joseph Lo主導PLU的組織與運作，但在區偉鵬加入後，Lo逐漸退居幕後。區偉鵬隨後成為推動PLU的主要力量，也是新加坡同志運動最具代表性的面孔之一。他協助PLU在後期重新組織與定位，並於2002年獲得Utopia頒發的同志貢獻獎。

### PLU3
2005年2月，新传媒U頻道播出了一集以「同性戀者是否有活動空間？」為題的節目。這是首次有知名同志運動者的觀點在黃金時段的電視節目中獲得較長篇幅的呈現。當時接受訪問的是PLU3的成員Eileena Lee與Charles Tan。
2010年，PLU參與編撰了一份關於新加坡人權狀況的報告，作為新加坡首次接受聯合國人權審查前的提交資料之一。同年，PLU也完成了一項針對新加坡LGBT選民的網上問卷調查，旨在了解對本地同志社群而言具政治重要性的議題。

## 影響與遺產
Joseph Lo與Huang Guoqin於2003年共同編輯出版了《我等之輩：新加坡的性少數》（英語：People Like Us: Sexual Minorities in Singapore）一書，內容為有關該組織歷史的文章、評論與其他資料的合集。Lo表示，這本書「可以作為一份宣言，為社群提供新的目標與方向」。
一部以虛構新加坡男同志為主角的熱門網路劇《我等之輩》（英語：People Like Us）於2017年首播，並持續推出新季至2024年。